# یواس‌اس کانینگام (دی‌دی-۵۸)
یواس‌اس کانینگام (دی‌دی-۵۸) (به انگلیسی: USS Conyngham (DD-58)) یک کشتی بود که طول آن ۳۱۵ فوت ۳ اینچ (۹۶٫۰۹ متر) بود. این کشتی در سال ۱۹۱۵ ساخته شد.